# Juno Award/Indigenous Music Album of the Year

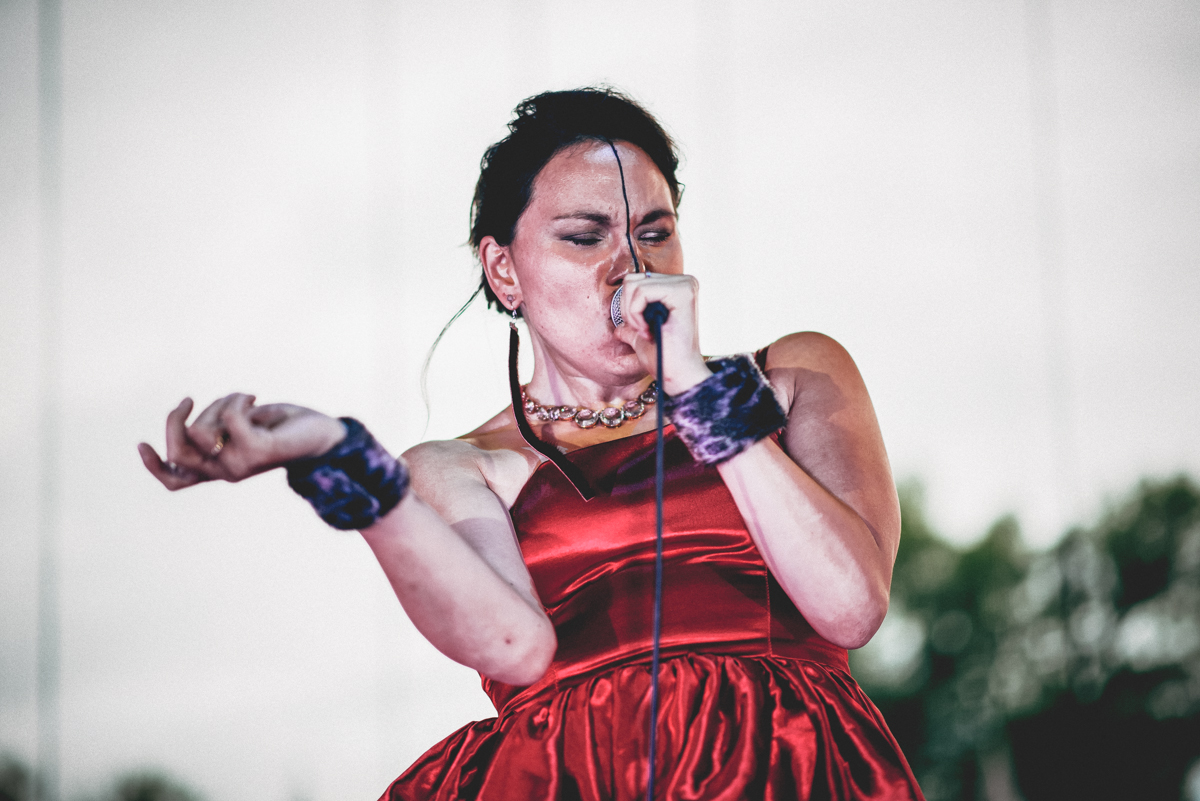
Sängerin Tanya Tagaq wurde 2015 ausgezeichnet

Der Juno Award für das Indigenous Music Album of the Year ist ein jährlich von der Canadian Academy of Recording Arts and Sciences vergebener Musikpreis. Ausgezeichnet wird das beste Album eines indigenen Künstlers. Gemeint sind damit die kanadischen Ureinwohner. Der Award wurde ehemals auch als Best Music of Aboriginal Canada Recording (1994–2002), Aboriginal Recording of the Year (2003–2009) und Aboriginal Album of the Year (2010–2016) vergeben.

## Kontroverse
Der Begriff ist nicht ganz wertfrei und nicht unumstritten. Künstler dieses Genres können zwar auch für andere Kategorien nominiert werden, dennoch lehnen viele Künstler eine Nominierung in diesem Genre ab. Insbesondere A Tribe Called Red wollen ihre Musik nur in breiteren Kategorien nominiert wissen.
Bereits in seinem ersten Jahr wurde die Verleihung von einem Skandal überschattet. Der Nominierten Sazacha Red Sky wurde kulturelle Aneignung unterstellt. Der von ihr nominierte Song The Prayer Song gilt als Heiligtum der Tsleil-Waututh Nation. Sazacha Red Sky war mit Chief Dan George befreundet und gab später an, von ihm vor seinem Tod adoptiert worden zu sein. Dies bestreitet jedoch Georges Sohn Leonard, der ihr damit auch das Recht absprach, den Song aufzunehmen. Leonard versuchte per Gerichtsverfahren die Verleihung des Preises an sich zu stoppen. Schließlich kam es jedoch zu einem Kompromiss, so dass statt des Songs das dazugehörige Album nominiert wurde.
Auch in letzter Zeit werden Stimmen laut, dass die Fortführung der Kategorie dafür Sorge, dass diese marginalisiert und ghettoisiert werde.

## Übersicht

### Best Music of Aboriginal Canada Recording (1994–2002)
| Jahr | Sieger                             | Album                                 | Nominierungen | Ref.   |
| ---- | ---------------------------------- | ------------------------------------- | --- | ------ |
| 1994 | Wapistan                           | Wapistan Is Lawrence Martin           | - Booglatamooti (The Indian Song) – J. Hubert Francis and Eagle Feather - Grandfather – J. Hubert Francis and Eagle Feather - Stoney Park – Stoney Park Singers - The Prayer Song (geändert zu Red Sky Rising) – Sazacha Red Sky | [ 6 ]  |
| 1995 | Susan Aglukark                     | Arctic Rose                           | - Akua Tuta – Kashtin - Blue Voice/New Voice – Jani Lauzon - Music for the Native Americans – Robbie Robertson and The Red Road Ensemble - No Regrets – Tom Jackson                                                              | [ 7 ]  |
| 1996 | Jerry Alfred and the Medicine Beat | ETSI Shon „Grandfather Song“          | - Dancing Around the World – Red Bull - Message – Wapistan - Sacred Ground – Jess Lee - This Child – Susan Aglukark | [ 8 ]  |
| 1997 | Buffy Sainte-Marie                 | Up Where We Belong                    | - Freedom – Chester Knight and the Wind - Innu Town – Claude McKenzie - Go Back – Jerry Alfred and the Medicine Beat - Tudjaat – Tudjaat                                                                                         | [ 9 ]  |
| 1998 | Mishi Donovan                      | The Spirit Within                     | - Little Island Cree - World Hand Drum Champions – Little Island Cree with Clayton Chief - Necessary – No Reservations - That Side of the Window – Tom Jackson - Walk Away – Fara Palmer                                         | [ 10 ] |
| 1999 | Robbie Robertson                   | Contact from the Underworld of Redboy | - Hearts of the Nations – The 1997 Aboriginal Women’s Voices Group - Message from a Drum – J. Hubert Francis and Eagle Feather - Thirst – Jani Lauzon - Welcome to the Playground – TKO                                          | [ 11 ] |
| 2000 | Chester Knight and the Wind        | Falling Down                          | - Love that Strong – Elizabeth Hill - To Bring Back Yesterday – Fara Palmer - Touch the Earth and Sky – Vern Cheechoo - World Hand Drum Champions '98 – Red Bull                                                                 | [ 12 ] |
| 2001 | Florent Vollant                    | Nipaiamianan                          | - Figure Love Out – John Gracie - Journey Home – Mishi Donovan - Run As One – C-Weed - Unsung Heroes – Susan Aglukark | [ 13 ] |
| 2002 | Eagle & Hawk                       | On and On                             | - Crazy Maker – Marcel Gagnon - Dark Realm – Nakoda Lodge - My Ojibway Experience: Strength & Hope – Billy Joe Green - Riel's Road – Sandy Scofield                                                                              | [ 14 ] |

### Aboriginal Recording of the Year (2003–2009)
| Jahr | Sieger             | Album                | Nominierungen | Ref.   |
| ---- | ------------------ | -------------------- | --- | ------ |
| 2003 | Derek Miller       | Lovesick Blues       | - The Right Combination – Vern Cheechoo and Lawrence Martin - spirit world solid wood – Leela Gilday - Standing Strong – Chester Knight - Round Dance the Night Away – Randy Wood | [ 15 ] |
| 2004 | Susan Aglukark     | Big Feeling          | - The Avenue – Burnt Project 1 - Mother Earth – Eagle & Hawk - Ketwam – Sandy Scofield - In Honour of Percy Dreaver – Whitefish Jrs.                                              | [ 16 ] |
| 2005 | Taima              | Taima                | - Green Dress – Wayne Lavallee - Full Circle – Pappy Johns Band with Murray Porter - KATAKu – Florent Vollant - Pishimuss – Claude McKenzie                                       | [ 17 ] |
| 2006 | Burnt Project 1    | Hometown             | - Life Is... – Eagle & Hawk - Muskrat Blues and Rock & Roll – Billy Joe Green - Rattle & Drum – Asani - Sinaa – Tanya Tagaq                                                       | [ 18 ] |
| 2007 | Leela Gilday       | Sedzé                | - Blood Red Earth – Susan Aglukark - Burn – Jason Burnstick - Seeds – Digging Roots - Stay Red – Northern Cree                                                                    | [ 19 ] |
| 2008 | Derek Miller       | The Dirty Looks      | - Home and Native Land – Little Hawk - Nikawiy Askiy – Sandy Scofield - Phoenix – Fara Palmer - What It Takes – Donny Parenteau                                                   | [ 20 ] |
| 2009 | Buffy Sainte-Marie | Running for the Drum | - Auk/Blood – Tanya Tagaq - First Law of the Land – Billy Joe Green - No Lies – Tracy Bone - The World (And Everything In It) – Team Rezofficial                                  | [ 21 ] |

### Aboriginal Album of the Year (2010–2016)
| Jahr | Sieger             | Album                       | Nominierungen | Ref.   |
| ---- | ------------------ | --------------------------- | --- | ------ |
| 2010 | Digging Roots      | We Are...                   | - Distant Morning Star – Digawolf - Swagger – Lucie Idlout - Sing Soul Girl – Inez Jasper - Trail of Tears – Wayne Lavallee                                                         | [ 22 ] |
| 2011 | CerAmony           | CerAmony                    | - The Black Star – Joey Stylez - Derek Miller with Double Trouble – Derek Miller - The Great Unknown – Eagle & Hawk - Vigilance – Little Hawk                                       | [ 23 ] |
| 2012 | Murray Porter      | Songs Lived and Life Played | - Speakers of Tomorrow – Bruthers of Different Muthers - One Nation – Flying Down Thunder and Rise Ashen - To Whom it May Concern – Donny Parenteau - The Gift of Life – Randy Wood | [ 24 ] |
| 2013 | Crystal Shawanda   | Just Like You               | - Heart on My Sleeve – Don Amero - The Black List – Burnt Project 1 - Samples – Janet Panic - Bring It On – Donny Parenteau                                                         | [ 25 ] |
| 2014 | George Leach       | Surrender                   | - Keep a Fire – Amanda Rheaume - Small Town Stories – Desiree Dorion - Burn Me Down – Inez Jasper - Road Renditions – Nathan Cunningham                                             | [ 26 ] |
| 2015 | Tanya Tagaq        | Animism                     | - The Whole World's Got the Blues – Crystal Shawanda - For the Light – Digging Roots - Heart of the People – Leela Gilday - The (Post) Mistress – Tomson Highway                    | [ 27 ] |
| 2016 | Buffy Sainte-Marie | Power in the Blood          | - The One – Armond Duck Chief - Come and Get Your Love: The Tribe Session – Black Bear - Rumble – Derek Miller - Refined – Don Amero                                                |        |

### Indigenous Music Album of the Year (seit 2017)
| Jahr | Sieger             | Album                             | Nominierungen | Ref.   |
| ---- | ------------------ | --------------------------------- | --- | ------ |
| 2017 | Quantum Tangle     | Tiny Hands                        | - Fish Out of Water – Crystal Shawanda - Round Dance & Beats (Powwow) – Bryden Gwiss Kiwenzie - Debut – Silla + Rise - Earthly Days – William Prince                              | [ 28 ] |
| 2018 | Buffy Sainte-Marie | Medicine Songs                    | - PowWowStep – DJ Shub - Here & Now – Indian City - The Fight Within – Iskwé - Sedna – Kelly Fraser                                                                               | [ 29 ] |
| 2019 | Jeremy Dutcher     | Wolastoqiyik Lintuwakonawa        | - The Ballad of the Runaway Girl – Elisapie - Nitisanak - Brother and Sister – Northern Cree - The Average Savage – Snotty Nose Rez Kids - Standing in the Light – Leonard Sumner |        |
| 2020 | Celeigh Cardinal   | Stories from a Downtown Apartment | - Yellowstone – Digawolf - Nipiy – nêhiyawak - Siqinnaarut – Northern Haze - ataataga – Riit                                                                                      | [ 30 ] |
| 2021 | Leela Gilday       | North Star Calling                | - Burnstick – Kîyânaw - Crystal Shawanda – Church House Blues - Julian Taylor – The Ridge - Terry Uyarak – Nunarjua Isulinginniani                                                |        |